# Tenuipalpus capassae
Tenuipalpus capassae är en spindeldjursart som beskrevs av Meyer 1993. Tenuipalpus capassae ingår i släktet Tenuipalpus och familjen Tenuipalpidae. Inga underarter finns listade i Catalogue of Life.